# HD 95370
HD 95370 är en ensam stjärna belägen i den norra delen av stjärnbilden Seglet och som också har Bayer-beteckningen i Velorum. Den har en skenbar magnitud av ca 4,37 och är svagt synlig för blotta ögat där ljusföroreningar ej förekommer. Baserat på parallaxmätning inom Hipparcosuppdraget enligt Gaia Data Release 2 på ca 17,2 mas, beräknas den befinna sig på ett avstånd på ca 190 ljusår (ca 58 parsek) från solen. Den rör sig närmare solen med en heliocentrisk radialhastighet på ca -3,5 km/s.

## Egenskaper
HD 95370 är en gul till vit stjärna i huvudserien av spektralklass A3 V även om den tidigare av Levato (1972) listats som A3 IV. Den har en massa som är ca 2 solmassor, en radie som är ca 2,6 solradier och har ca 55 gånger solens utstrålning av energi från dess fotosfär vid en effektiv temperatur av ca 8 700 K.
HD 95370 har en hög projicerad rotationshastighet på 115 km/s, vilket ger den en något tillplattad form med en ekvatorialradie som är 5 procent större än polarradien.